# Beautiful Men
Pour plus de détails, voir Fiche technique et Distribution.
Beautiful Men est un film d'animation de court métrage français, belge et néerlandais réalisé par Nicolas Keppens, sorti en 2024.

## Synopsis
Trois frères chauves se rendent à Istanbul pour subir une greffe de cheveux. Coincés ensemble dans un hôtel loin de chez eux, ils voient leurs insécurités pousser plus vite que leurs cheveux.

## Fiche technique
- Titre original : Beautiful Men
- Réalisation : Nicolas Keppens
- Scénario : Nicolas Keppens
- Animation :
- Musique :
- Son : Vivian Williams
- Production : Brecht Van Elslande, Emmanuel-Alain Raynal, Pierre Baussaron, Joost van den Bosch et Erik Verkerk
- Sociétés de production : Animal Tank, Miyu Productions et Ka-Ching Cartoons
- Sociétés de distribution : Miyu Distribution
- Pays d'origine :  Belgique,  France et  Pays-Bas
- Langue originale : néerlandais et flamand
- Format : couleur
- Genre : animation
- Durée : 18 minutes 53 secondes
- Dates de sortie :
  - États-Unis : 9 mars 2024 (Austin)
  - Pays-Bas : 24 mai 2024 (Groningue)
  - France : 10 juin 2024 (Annecy)

## Distinctions

### Récompenses
- Festival international du film d'animation d'Annecy 2024 : Prix Alexeïff-Parker et prix Festivals Connexion pour un court métrage

### Nominations
- Oscars 2025 : Meilleur court métrage d'animation